# Liste des sites classés et inscrits du Loiret
Cet article recense les sites classés et inscrits du Loiret, en France.

## Listes

### Sites classés
La liste suivante recense les sites classés du Loiret en 2024,.
| Site                                                                              | Communes                                                                                    | Date              | Superficie (ha) | Notes | Coordonnées                 | Photo |
| --------------------------------------------------------------------------------- | ------------------------------------------------------------------------------------------- | ----------------- | --------------- | --- | --------------------------- | ----- |
| Haute vallée de l'Essonne                                                         | Augerville-la-Rivière, Le Malesherbois, Orville                                             | 26 août 2011      | 581,09          | | 48° 16′ 34″ N, 2° 25′ 11″ E |       |
| Vieux pont, berges de la Loire, ports et mails                                    | Beaugency                                                                                   | 12 juillet 1935   | 6,58            | | 47° 46′ 35″ N, 1° 38′ 01″ E |       |
| Hôtel de ville de Briare et ses abords                                            | Briare                                                                                      | 4 mars 1943       | 1,51            | | 47° 38′ 21″ N, 2° 44′ 24″ E |       |
| Étang du Puits et ses berges                                                      | Cerdon                                                                                      | 8 avril 1973      | 249,41          | Le site s'étend également sur les communes d'Argent-sur-Sauldre et Clémont dans le Cher.                                                 | 47° 35′ 16″ N, 2° 22′ 43″ E |       |
| Traversée de la Loire à Châteauneuf-sur-Loire                                     | Châteauneuf-sur-Loire, Germigny-des-Prés, Ouvrouer-les-Champs, Saint-Martin-d'Abbat, Sigloy | 13 février 2024   | 495             | | 47° 51′ 27″ N, 2° 12′ 56″ E |       |
| Château de Châtillon-Coligny et son parc                                          | Châtillon-Coligny                                                                           | 17 décembre 2010  | 41,51           | Le château est un monument historique classé.                                                                                            | 47° 49′ 20″ N, 2° 51′ 02″ E |       |
| Écluse de Mantelot                                                                | Châtillon-sur-Loire                                                                         | 14 juin 1978      | 158,91          | | 47° 35′ 15″ N, 2° 46′ 14″ E |       |
| Site de Combleux                                                                  | Chécy, Combleux, Orléans, Saint-Denis-en-Val, Saint-Jean-le-Blanc, Saint-Jean-de-Braye      | 14 octobre 1988   | 289,1           | Plan d'eau de la Loire sur les communes concernées.                                                                                      | 47° 53′ 50″ N, 1° 57′ 58″ E |       |
| Parc du château de La Ferté-Saint-Aubin                                           | La Ferté-Saint-Aubin                                                                        | 16 septembre 1942 | 129,75          | | 47° 43′ 40″ N, 1° 57′ 05″ E |       |
| Paysages de la Loire et de l'abbaye de Saint-Benoît                               | Germigny-des-Prés, Guilly, Saint-Benoît-sur-Loire, Sully-sur-Loire                          | 2 août 2018       | 978,58          | | 47° 48′ 47″ N, 2° 18′ 03″ E |       |
| Clos des Vernelles, propriété de Maurice Genevoix                                 | Jargeau, Saint-Denis-de-l'Hôtel                                                             | 2 mai 2002        | 24,62           | Le clos des Vernelles était la propriété de l'écrivain Maurice Genevoix ; la protection inclut la vue sur la Loire depuis le son bureau. | 47° 52′ 15″ N, 2° 06′ 31″ E |       |
| Parc du château du Lude                                                           | Jouy-le-Potier                                                                              | 7 novembre 2016   | 42,32           | | 47° 42′ 55″ N, 1° 50′ 37″ E |       |
| Butte des Druides                                                                 | Lion-en-Sullias                                                                             | 13 novembre 1942  | 0,33            | La butte est un tumulus, ou un motte circulaire de 70 m de diamètre.                                                                     | 47° 43′ 28″ N, 2° 29′ 59″ E |       |
| Carrefour des Fusillés                                                            | Marcilly-en-Villette                                                                        | 4 avril 1947      | 0,18            | | 47° 46′ 02″ N, 2° 05′ 11″ E |       |
| Parc du château de Meung-sur-Loire                                                | Meung-sur-Loire                                                                             | 28 février 1944   | 10,6            | Le château est un monument historique classé.                                                                                            | 47° 49′ 26″ N, 1° 41′ 35″ E |       |
| Quinconces et allées d'arbres des quais du Mail et Jeanne-d'Arc avec leurs abords | Meung-sur-Loire                                                                             | 2 octobre 1942    | 7,04            | | 47° 49′ 27″ N, 1° 41′ 56″ E |       |
| Rangée de platanes                                                                | Meung-sur-Loire                                                                             | 16 avril 1935     | 0,01            | Platanes en bordure du chemin de la Fontaine, le long de la Mauve.                                                                       | 47° 49′ 25″ N, 1° 41′ 46″ E |       |
| Butte des Élus                                                                    | Mézières-lez-Cléry                                                                          | 15 décembre 1924  | 0,43            | | 47° 49′ 01″ N, 1° 47′ 14″ E |       |
| Château du Rondon, son parc et sa perspective                                     | Olivet, Saint-Pryvé-Saint-Mesmin                                                            | 19 avril 1990     | 13,93           | Le château est un monument historique inscrit.                                                                                           | 47° 52′ 20″ N, 1° 51′ 32″ E |       |
| Île des Béchets                                                                   | Olivet                                                                                      | 19 octobre 1988   | 4,66            | L'ensemble constitué sur la commune d'Olivet par le site de l'île des Béchets                                                            | 47° 52′ 13″ N, 1° 52′ 21″ E |       |
| Parc de la Fontaine                                                               | Olivet                                                                                      | 12 juillet 1935   | 17,59           | | 47° 52′ 16″ N, 1° 52′ 48″ E |       |
| Taxodium et cèdre du Liban                                                        | Orléans                                                                                     | 26 février 1934   | 0,02            | | 47° 52′ 43″ N, 1° 54′ 24″ E |       |
| Domaine de Pont-Chevron                                                           | Ouzouer-sur-Trézée                                                                          | 29 octobre 1987   | 206,47          | Le château de Pont-Chevron est un monument historique inscrit.                                                                           | 47° 41′ 53″ N, 2° 46′ 20″ E |       |
| Fontaine de Rabelais                                                              | Saint-Ay                                                                                    | 24 janvier 1934   | 0,06            | | 47° 51′ 26″ N, 1° 45′ 12″ E |       |
| Château de la Mothe et son parc                                                   | Saint-Lyé-la-Forêt                                                                          | 12 décembre 1967  | 15,59           | Le château est un monument historique inscrit.                                                                                           | 48° 02′ 43″ N, 1° 58′ 43″ E |       |
| Parc du château de Sully-sur-Loire et ses douves                                  | Sully-sur-Loire                                                                             | 7 février 1959    | 30,16           | Le château en lui-même n'est pas concerné par cette protection.                                                                          | 47° 46′ 04″ N, 2° 22′ 35″ E |       |
| Rives du ruisseau des Fontenils                                                   | Tavers                                                                                      | 15 décembre 1924  | 0,27            | | 47° 45′ 18″ N, 1° 37′ 04″ E |       |
| Source des eaux bleues et son cadre de verdure                                    | Tavers                                                                                      | 15 décembre 1924  | 0,22            | | 47° 45′ 21″ N, 1° 36′ 58″ E |       |
| Château de Platteville et son parc                                                | Villemandeur                                                                                | 21 décembre 1943  | 14,37           | | 47° 59′ 32″ N, 2° 41′ 28″ E |       |

### Sites inscrits

#### Sites actuels
La liste suivante recense les sites inscrits du Loiret en 2024.
| Site                                                             | Communes                       | Date              | Superficie (ha) | Notes | Coordonnées                 | Photo |
| ---------------------------------------------------------------- | ------------------------------ | ----------------- | --------------- | --- | --------------------------- | ----- |
| Parc Thérel                                                      | Beaugency                      | 12 juillet 1935   | 0,57            | | 47° 46′ 26″ N, 1° 37′ 54″ E |       |
| Canal de Briare (zone nord)                                      | Briare                         | 28 janvier 1944   | 31,32           | | 47° 38′ 27″ N, 2° 43′ 48″ E |       |
| Rives de l'ancien canal de Briare (zone sud)                     | Briare                         | 11 novembre 1942  | 25,96           | | 47° 37′ 02″ N, 2° 45′ 01″ E |       |
| Bassin du Loing, canal et parc du château                        | Cepoy                          | 15 décembre 1975  | 189,62          | | 48° 02′ 50″ N, 2° 44′ 44″ E |       |
| Plage de Fourneaux                                               | Chaingy                        | 4 avril 1947      | 9,15            | | 47° 51′ 59″ N, 1° 47′ 41″ E |       |
| Vallée du Betz                                                   | Dordives                       | 6 février 1969    | 144,69          | Le site comprend, entre autres, le château de Mez-le-Maréchal.                                                                                  | 48° 09′ 01″ N, 2° 47′ 09″ E |       |
| Perspective du château de La Ferté-Saint-Aubin                   | La Ferté-Saint-Aubin           | 28 février 1944   | 11,56           | Perspective du château de la Ferté-Saint-Aubin                                                                                                  | 47° 43′ 33″ N, 1° 56′ 08″ E |       |
| Basilique de Saint-Benoît-sur-Loire                              | Guilly, Saint-Benoît-sur-Loire | 10 mai 1976       | 219,98          | Le site comprend les abords de la basilique à Saint-Benoît-sur-Loire, ainsi que le panorama sur celle-ci de l'autre côté de la Loire, à Guilly. | 47° 48′ 26″ N, 2° 18′ 04″ E |       |
| Plan d'eau, château de Langesse, parc et bourg                   | Langesse                       | 4 août 1981       | 29,6            | | 47° 49′ 10″ N, 2° 39′ 37″ E |       |
| Rocher du Crapaud                                                | Lion-en-Sullias                | 21 mars 1937      | 0,01            | Le rocher est parfois assimilé à un dolmen ou un menhir.                                                                                        | 47° 43′ 02″ N, 2° 30′ 40″ E |       |
| Parc et étang de Bruel                                           | Marcilly-en-Villette           | 17 septembre 1942 | 20,25           | | 47° 48′ 27″ N, 2° 03′ 06″ E |       |
| Étangs du Donjon, de Briou, du Bruel, de Molaine et de Cherupeau | Ménestreau-en-Villette         | 12 juillet 1965   | 159,35          | | 47° 46′ 07″ N, 2° 03′ 30″ E |       |
| Vieille ville de Montargis                                       | Montargis                      | 12 juin 1973      | 43,29           | | 47° 59′ 47″ N, 2° 43′ 53″ E |       |
| Rivière du Loiret et ses rives                                   | Olivet                         | 8 avril 1943      | 220,65          | | 47° 52′ 02″ N, 1° 53′ 30″ E |       |
| Ensemble urbain (centre ancien)                                  | Orléans                        | 1er octobre 1976  | 97,07           | | 47° 54′ 07″ N, 1° 54′ 35″ E |       |
| Façades et toitures des immeubles sur les quais de la Loire      | Orléans                        | 17 juillet 1944   | 8,7             | | 47° 53′ 54″ N, 1° 54′ 24″ E |       |
| Place du Martroi                                                 | Orléans                        | 30 décembre 1940  | 0,92            | | 47° 54′ 09″ N, 1° 54′ 14″ E |       |
| Square Abbé-Desnoyers                                            | Orléans                        | 22 mai 1942       | 0,08            | | 47° 54′ 03″ N, 1° 54′ 19″ E |       |
| Propriété du Monceau                                             | Pithiviers-le-Vieil            | 2 février 1931    | 1,73            | | 48° 09′ 31″ N, 2° 12′ 23″ E |       |
| Château du Clos-Saint-Loup et son parc                           | Saint-Jean-de-Braye            | 25 juin 1995      | 8,06            | | 47° 54′ 13″ N, 1° 56′ 34″ E |       |

#### Anciens sites
Trois sites du Loiret, précédemment inscrits, ont été radiés en 2022 :
- Chécy : château de la Prêche et son parc (requalifié en périmètre d'abords de monument historique)
- Meung-sur-Loire :
  - Deux platanes (état de dégradation irréversible)
  - Site de Saint-Pierre-hors-Ville (requalifié en site patrimonial remarquable)